# العلاقات الأندورية الماليزية
العلاقات الأندورية الماليزية هي العلاقات الثنائية التي تجمع بين أندورا وماليزيا.

## مقارنة بين البلدين
هذه مقارنة عامة ومرجعية للدولتين:
| وجه المقارنة                                              | أندورا                                                     | ماليزيا       |
| --------------------------------------------------------- | ---------------------------------------------------------- | ------------- |
| المساحة (كم2)                                             | 468                                                        | 330.29 ألف    |
| عدد السكان (نسمة)                                         | 76.18 ألف                                                  | 31.62 مليون   |
| الكثافة السكانية (ن./كم²)                                 | 16.28 ألف                                                  | 95.73         |
| العاصمة                                                   | أندورا لا فيلا                                             | كوالالمبور    |
| اللغة الرسمية                                             | اللغة الكتالونية                                           | لغة ماليزية   |
| العملة                                                    | يورو                                                       | رينغيت ماليزي |
| الناتج المحلي الإجمالي (بليون دولار)                      | 3.01 مليار                                                 | 314.50 مليار  |
| الناتج المحلي الإجمالي (تعادل القوة الشرائية) بليون دولار |                                                            | 817.43 مليار  |
| الناتج المحلي الإجمالي الاسمي للفرد دولار أمريكي          |                                                            | 9.77 ألف      |
| الناتج المحلي الإجمالي للفرد دولار أمريكي                 |                                                            | 25.64 ألف     |
| مؤشر التنمية البشرية                                      | 0.858                                                      | 0.779         |
| رمز المكالمات الدولي                                      | +376                                                       | +60           |
| رمز الإنترنت                                              | .ad                                                        | .my           |
| المنطقة الزمنية                                           | ت ع م+01:00، توقيت وسط أوروبا، ت ع م+02:00، أوروبا/أندورا ‏ | ت ع م+08:00   |

## منظمات دولية مشتركة
يشترك البلدان في عضوية مجموعة من المنظمات الدولية، منها:
| علم المنظمة | اسم المنظمة                   | تاريخ انضمام أندورا | تاريخ انضمام ماليزيا |
| ----------- | ----------------------------- | ------------------- | -------------------- |
|             | الاتحاد الدولي للاتصالات      | 12 نوفمبر 1993      | 3 فبراير 1958        |
|             | منظمة حظر الأسلحة الكيميائية  | ?                   | ?                    |
|             | يونسكو                        | 20 أكتوبر 1993      | 16 يونيو 1958        |
|             | الأمم المتحدة                 | 28 يوليو 1993       | 17 سبتمبر 1957       |
|             | منظمة الشرطة الجنائية الدولية | ?                   | ?                    |

## وصلات خارجية
- موقع وزارة الخارجية الأندورية
- موقع وزارة الخارجية الماليزية